# دلفين شانيك
دلفين شانيك (بالفرنسية: Delphine Chanéac)‏ هي كاتِبة وعارضة وممثلة فرنسية، ولدت في 14 نوفمبر 1979 في فرنسا.

## أعمال

### أفلام
- (2006) النمر الوردي[4]
- (2009) سبلايس[5][6]

## وصلات خارجية
- دلفين شانيك على موقع IMDb (الإنجليزية)
- دلفين شانيك على موقع ألو سيني (الفرنسية)
- دلفين شانيك على موقع ميوزك برينز (الإنجليزية)
- دلفين شانيك على موقع أول موفي (الإنجليزية)
- دلفين شانيك على موقع قاعدة بيانات الفيلم (الإنجليزية)
- دلفين شانيك على موقع كينوبويسك (الروسية)